# Лівосторонній і правосторонній рух

Країни з правостороннім рухом
Країни з лівостороннім рухом

Терміни ліво- та правосторонній рух використовуються для визначення способу роз'їзду зустрічних транспортних потоків. При лівосторонньому русі транспортні засоби рухаються лівою стороною дороги, при правосторонньому — правою стороною.
Дехто також розширює поняття на залізничний і трамвайний транспорт. Правило правостороннього руху зараз діє в більшості країн світу: в усій континентальній Європі, майже в цілій континентальній Азії (крім Індії, Пакистану і Бангладеш), а також в обох Америках (крім Гаяни i Суринаму).
В автомобілів водійське місце зазвичай розташоване з боку зустрічного потоку — ліворуч при правосторонньому русі й праворуч при лівосторонньому.
На сьогоднішній день орієнтовно 66 % населення Землі їздять по правій стороні та 34 % по лівій, у першу чергу через населення Індії, Індонезії та Пакистану. 72 % усіх доріг правосторонні, 28 % — лівосторонні.

## Передумови
Більшість людей — правші. Залежно від методу їзди, правші віддають перевагу як лівій, так і правій стороні. А саме: Пішохід з вантажем — правосторонній. Мішок, візок або в'ючну тварину зручніше тримати біля узбіччя: легше розходитись, та й можна зупинитися і поговорити із зустрічним.
Лицарський турнір — правосторонній. Щит знаходиться на лівій стороні, спис покладено через спину коня. Втім, лицарський турнір — це гра, далека від реальних транспортних завдань.
Їзда в одномісному екіпажі або екіпажі з винесеним вперед сидінням кучера — правосторонній. Щоб роз'їхатися, потрібно потягнути віжки більш сильною правою рукою.
Їзда з форейтором — правостороння. Форейтор (кучер, що керує упряжкою, сидячи верхи на одному з коней) завжди сидить на лівому коні — це полегшує посадку-злізання і дозволяє управляти правою рукою.
Їзда верхи — лівостороння. «Бойова» права рука знаходиться на ударній позиції по відношенню до зустрічного вершника. Крім того, сідати на коня з лівого боку зручніше, оскільки в цьому випадку меч менше заважає.
Їзда в багатомісному екіпажі — лівосторонній. Перебуваючи на правій стороні, кучер не зачепить пасажира хлистом. Для екстреного роз'їзду можна вдарити коней по правій стороні.
Більшість істориків розглядають тільки методи роз'їзду воїнів, що не зовсім правильно — в жодній країні воїни не були більшістю. Тому воїни могли роз'їжджатися, наприклад, по лівій стороні, тоді як народ при роз'їзді тримався правої сторони (що було зручніше, якщо, скажімо, народ мав поступатися воїнам дорогою, адже в такому випадку вони помітні раніше).

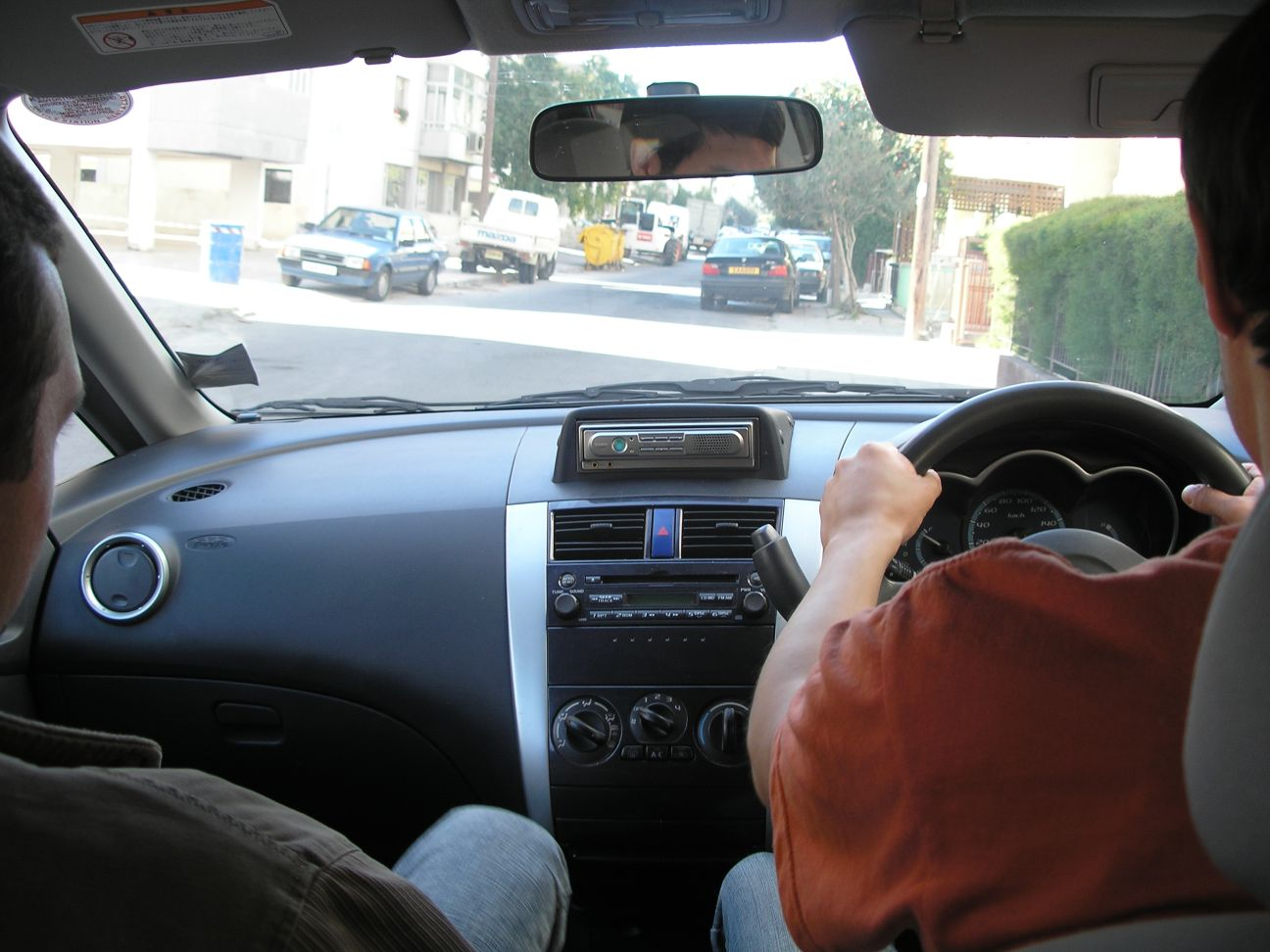
Автомобіль з правим кермом

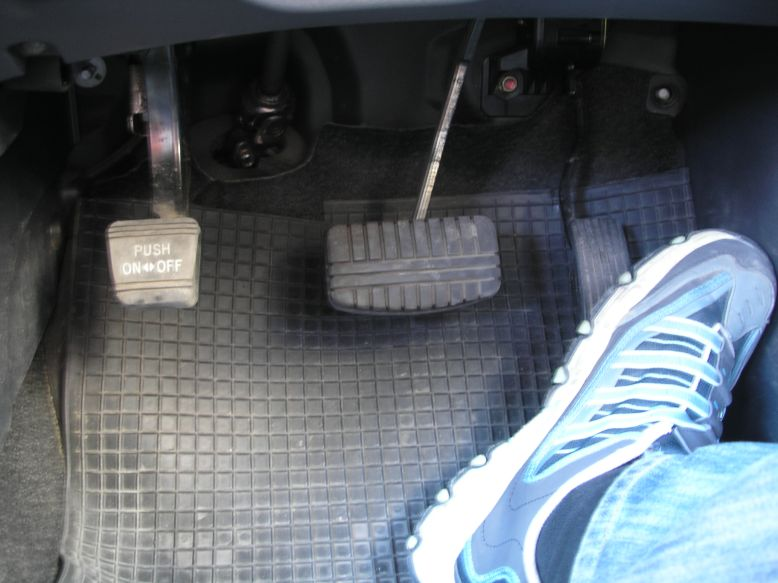
В автомобілів з кермом з правої сторони розміщення педалей газу стандартне.

## Історія
По якій стороні їздили в стародавній Греції чи Ассирії тощо, достеменно невідомо (як сказано вище, правила роз'їзду воїнів не є вирішальним аргументом). Існують лише докази того, що римляни їздили по лівій стороні. Близько 1998 в районі Суіндон (Велика Британія) була знайдена римська каменоломня, в якій ліва (від каменоломні) колія була розбита набагато сильніше. Також на одному з випусків римського денарія, датованого 50 р. до н. е. — 50 р. н. е., зображені два вершники, що роз'їжджаються по лівій стороні.
Після того як перестали їздити по дорогах зі зброєю і підозрювати в кожному ворога, на дорогах стихійно почав закріплюватися правосторонній рух, що було головним чином пов'язано з фізіологією людини, суттєвою різницею різних рук по силі та спритності в прийомах керування важкими кінними екіпажами, запряженими декількома кіньми. Позначилася особливість людини, адже більшість людей правші. При роз'їзді на вузькій дорозі легше було скеровувати екіпаж вправо на узбіччя або край дороги, натягуючи правою, тобто більш сильною рукою, віжки, притримуючи коней. Ймовірно, саме з цієї простої причини і виникла спочатку традиція, а потім і норма роз'їзду на дорогах. Ця норма зрештою закріпилася як норма правостороннього руху.
На Заході першим законом, що регламентував ліво- або правосторонній рух, став англійський білль 1756 р., згідно з яким, рух по Лондонському мосту мав бути по лівій стороні. За порушення цього правила передбачався значний штраф — фунт срібла. А через 20 років в Англії був виданий історичний «Дорожній акт», який вводив на всіх дорогах країни лівосторонній рух. Також лівосторонній рух було прийнято і на залізниці. У 1830 р. на першій залізничної лінії Манчестер–Ліверпуль рух був лівостороннім.
Є й інша теорія появи спочатку лівостороннього руху. Деякі історики припускають, що з лівої сторони було зручніше їхати в часи, коли з'явилися кінні упряжки, де кучери сиділи нагорі. Так от, коли вони поганяють коней, то батіг кучера-правші міг випадково потрапити по перехожих, які йшли по тротуару. Саме тому кінні екіпажі частіше їхали зліва.
Велику Британію вважають головною «винуватицею» «лівизни», яка потім вплинула на багато країн світу. Існує версія, що такий порядок на своїх дорогах вона запозичила з морських правил (на морі зустрічне судно пропускало інше, яке наближалося праворуч), але ця версія є хибною, оскільки пропустити судно, що наближається праворуч, означає розійтися лівими бортами, тобто згідно з правилами правостороннього руху. Саме правосторонній рух прийнято для розходження суден, що наближаються зустрічними курсами в зоні прямої видимості в морі, що зафіксовано в міжнародних правилах.
Вплив Великої Британії позначився на порядку руху в її колоніях, тому, зокрема, в таких країнах, як Індія, Пакистан, Австралія, було прийнято лівосторонній рух транспортних засобів. У 1859 р. посол королеви Вікторії сер Р. Елкок переконав владу Токіо також прийняти лівосторонній рух.
Правосторонній рух часто пов'язують із Францією, з її впливом на багато інших країн. За часів Великої Французької революції 1789 р. в декреті, виданому в Парижі, пропонувалося рухатися по «простонародній» правій стороні. Трохи пізніше Наполеон Бонапарт закріпив це положення, наказавши військовим триматися правої сторони, щоб кожен, зустрівши французьку армію, поступався їй дорогою. Надалі такий порядок руху, як це не дивно, був пов'язаний з великою політикою на початку XIX сторіччя. У країнах, які підтримували Наполеона, встановився правосторонній рух. З іншого боку, ті, хто протистояв наполеонівської армії (Британія, Австро-Угорщина, Португалія), виявилися «лівими». Вплив Франції поширився на багато країн Європи, і вони перейшли на правосторонній рух. Однак в Англії, Португалії, Швеції та деяких інших країнах рух залишився лівостороннім. В Австрії склалася взагалі цікава ситуація. У частині провінцій рух був лівостороннім, а в інших правостороннім. І лише після анексії в 1930-х роках Німеччиною вся країна перейшла на правосторонній рух.
Спочатку лівосторонній рух був і в США. Але до кінця XVIII століття відбувся поступовий перехід на правосторонній рух. Вважається, що «переконав» американців до цього француз-генерал Марі-Жозеф Лафайєт, який зробив значний внесок у боротьбу за незалежність від британської корони. У той же час у ряді провінцій Канади аж до 20-х років XX століття зберігався лівосторонній рух.
У різний час у багатьох країнах було прийнято лівосторонній рух, але вони перейшли на нові правила. Наприклад, через сусідство з країнами — колишніми французькими колоніями, що мають правосторонній рух, правила змінили колишні британські колонії в Африці. У Чехословаччині (раніше входила до Австро-Угорської імперії) лівосторонній рух було збережено аж до 1938 року. КНДР і Південна Корея поміняли лівосторонній рух на правосторонній у 1946 році, після закінчення японської окупації. А в Італії в різних містах до повного переходу на правосторонній рух були різні правила.
Однією з останніх країн, що перейшли з лівостороннього руху на правосторонній, була Швеція. Це сталося в 1967 році. Підготовка до реформи почалася ще в 1963 році, коли шведський парламент утворив Державну комісію з переходу на правосторонній рух, яка повинна була розробити і втілити в життя комплекс заходів для забезпечення такого переходу. 3 вересня 1967 р. о 4:50 ранку всі транспортні засоби повинні були зупинитися, змінити сторону дороги і продовжити рух у 5:00. На перший час після переходу було встановлено спеціальний режим обмеження швидкості.
Що стосується розташування керма, то воно на перших машинах у більшості випадків розташовувалося з правого боку. Причому незалежно від того, по якій стороні їздили автомобілі. Це робилося для того, щоб водій міг краще бачити, як він обганяє машину. Крім того, при такому розташуванні керма водій міг виходити з машини прямо на тротуар, а не на проїжджу частину.
Першим масовим автомобілем з лівостороннім розташуванням керма став Ford T.

### Країни, що змінили лівосторонній рух
У різний час у багатьох країнах було прийнято лівосторонній рух, але через незручності, пов'язані з тим, що сусіди цих країн мали правосторонній рух, перейшли на правосторонній рух. Найвідомішим в історії став День Н у Швеції, коли країна перейшла з лівостороннього руху на правосторонній.
На частині сучасної території України також до певного моменту існував лівосторонній рух. У Львові, як і по всій Австро-Угорщині, свого часу було прийнято лівосторонню систему руху. Увесь вуличний рух у Галичині було переведено з лівостороннього на правосторонній лише 1 жовтня 1922 р.
Також змінили праве кермо на ліве колишні британські колонії в Африці Сьєрра-Леоне, Гамбія, Нігерія та Гана через сусідство з країнами — колишніми французькими колоніями, що мають правосторонній рух. І навпаки — колишня португальська колонія Мозамбік змінила ліве кермо на праве через сусідство з колишніми британськими колоніями. КНДР і Південна Корея поміняли лівосторонній рух на правосторонній у 1946 році, після закінчення японської окупації.

## Країни з лівостороннім рухом
| - Антигуа і Барбуда - Австралія - Багамські Острови - Бангладеш - Барбадос - Бермудські Острови - Британські Віргінські Острови - Бутан - Ботсвана - Бруней - Велика Британія - Східний Тимор (правосторонній рух у 1928—1976 рр.) - Гаяна - Гонконг - Гренада - Домініка - Замбія - Зімбабве - Індія - Індонезія - Ірландія - Кайманові Острови - Кенія | - Кіпр - Кірибаті - Кокосові острови - Лесото - Макао - Малаві - Малайзія - Мальдіви - Мальта - Маврикій - Монтсеррат - Мозамбік - Намібія - Науру - Непал - Ніуе - Нова Зеландія - Острів Норфолк - Острови Кука - Острів Різдва - Острови Святої Єлени, Вознесіння і Тристан-да-Кунья - Таїланд | - Пакистан - Папуа Нова Гвінея - ПАР - Піткерн - Самоа (2009) - Есватіні - Сент-Кіттс і Невіс - Сент-Люсія - Сент-Вінсент і Гренадини - Сейшельські Острови - Сінгапур - Соломонові Острови - Суринам - Танзанія - Таїланд - Токелау - Тонга - Тринідад і Тобаго - Тувалу - Уганда - Фіджі - Шрі-Ланка - Японія |

## Особливі випадки

### Перші автомобілі
На автомобілях, що випускалися на початку XX століття, розташування керма ще не визначалося остаточно: часто місце водія робили з боку тротуару (тобто робили праве кермо при правосторонньому русі і ліве при лівосторонньому). Надалі стандартом стало розташування керма з боку, протилежного тротуару: це забезпечує кращий огляд при обгоні і, крім того, при використанні автомобіля як таксі робить посадку і висадку пасажира зручнішою та безпечнішою.

### Поштові авто
Автомобілі для витягнення пошти часто роблять з «неправильним» розташуванням керма. Це робиться для зручності водія, який тепер може виходити відразу на тротуар і не наражається на зайву небезпеку. При правому розташуванні керма водій поштової машини має полегшений доступ до поштових скриньок, розташованих біля проїжджої частини. Іноді пошту можна покласти в поштову скриньку і не виходячи з автомобіля.

### Багамські острови
Історично склалося так, що на Багамах лівосторонній рух, але більшість машин їздить по островах з лівим кермом через близькість із США, звідки постійно ввозяться такі машини.